# Tong Wen
Tong Wen –en xinès, 佟文– (Tianjin, 1 de febrer de 1983) és una esportista xinesa que va competir en judo.
Va participar en dos Jocs Olímpics, obtenint una medalla en cada edició: or a Pequín 2008 i bronze a Londres 2012, ambdues en la categoria de +78 kg. Als Jocs Asiàtics va aconseguir dues medalles d'or els anys 2002 i 2006.
Va guanyar vuit medalles al Campionat Mundial de Judo entre els anys 2001 i 2011, i una medalla al Campionat Asiàtic de Judo de 2000.

## Palmarès internacional
| Jocs Olímpics     | Jocs Olímpics              | Jocs Olímpics | Jocs Olímpics |
| Any               | Lloc                       | Medalla       | Categoria     |
| ----------------- | -------------------------- | ------------- | ------------- |
| 2008              | Pequín ( R.P. de la Xina)  | 1             | +78 kg        |
| 2012              | Londres ( Regne Unit)      | 3             | +78 kg        |
| Campionat del món |                            |               |               |
| Any               | Lloc                       | Medalla       | Categoria     |
| 2001              | Múnic ( Alemanya)          | 3             | Oberta        |
| 2003              | Osaka ( Japó)              | 1             | Oberta        |
| 2005              | el Caire ( Egipte)         | 1             | +78 kg        |
| 2007              | Rio de Janeiro ( Brasil)   | 1             | +78 kg        |
| 2008              | Levallois-Perret ( França) | 1             | Oberta        |
| 2009              | Rotterdam ( Països Baixos) | 1             | +78 kg        |
| 2011              | París ( França)            | 1             | +78 kg        |
| 2011              | Tiumén ( Rússia)           | 1             | Oberta        |
| Jocs Asiàtics     |                            |               |               |
| Any               | Lloc                       | Medalla       | Categoria     |
| 2002              | Busan ( Corea del Sud)     | 1             | Oberta        |
| 2006              | Doha ( Qatar)              | 1             | +78 kg        |
| Campionat Asiàtic |                            |               |               |
| Any               | Lloc                       | Medalla       | Categoria     |
| 2000              | Osaka ( Japó)              | 1             | +78 kg        |